# Phaeomolis curvenal
Phaeomolis curvenal är en fjärilsart som beskrevs av William Schaus 1933. Phaeomolis curvenal ingår i släktet Phaeomolis och familjen björnspinnare. Inga underarter finns listade i Catalogue of Life.